# 霍斯特-格雷戈里奥·卡内拉斯
霍斯特-格雷戈里奥·卡内拉斯（德語：Horst-Gregorio Canellas，1921年6月6日—1999年7月23日)）是一名西班牙裔德国商人和足球官员。在任职奥芬巴赫踢球者主席期间，他揭露了震惊德国足球的首个德甲贿赂丑闻。